# Guglielmo III di Tolosa

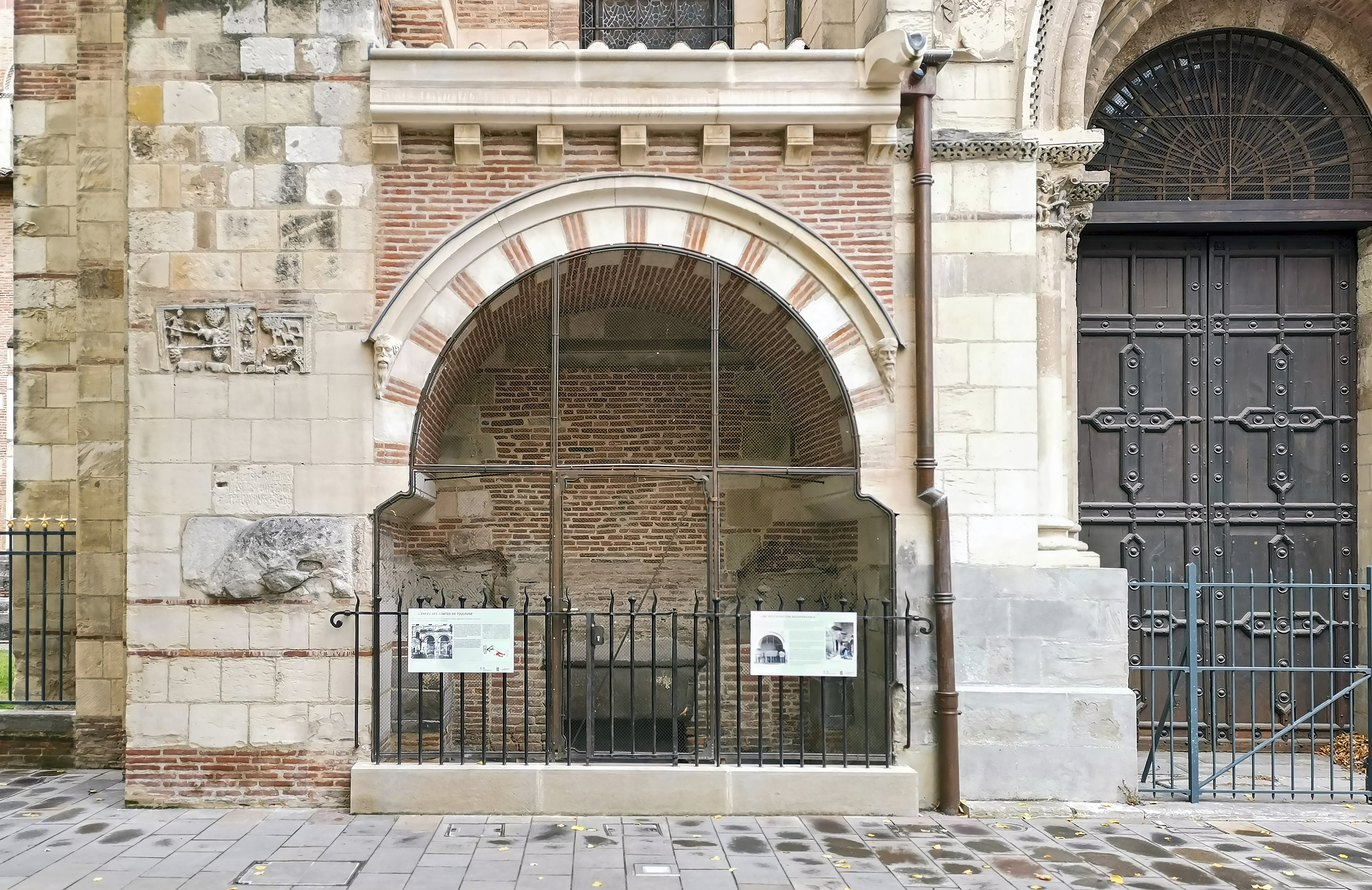
Cappella sepolcrale dei Conti di Tolosa oggi

Guglielmo detto Tagliaferro (970 circa – 1037) fu conte di Tolosa e conte di Nîmes e di Albi dal 978 fino alla sua morte.

## Origine
Figlio del conte di Tolosa, duca di Settimania, conte di Nîmes e conte d'Albi, Raimondo IV e di Adelaide d'Angiò, come risulta dalla Bolla pontificia n° IX di papa Benedetto IX del Bullaire de l'Abbaye de Saint-Gilles, figlia del Conte d'Angiò e poi, conte di Nantes e duca di Bretagna, Folco II e di Gerberga (secondo lo storico Maurice Chaume era figlia del Visconte Goffredo d'Orleans), infatti secondo il Cartulaire de l'abbaye de Saint-Chaffre du Monastier et Chronique de Saint-Pierre du Puy', era la sorella del conte d'Angiò, Goffredo detto Grisegonelle. Raimondo IV, secondo il Textos navarros del Codice de Roda, figlio del conte di Tolosa, duca di Settimania, conte di Nîmes e conte d'Albi, Raimondo III e di Gundinilde, come risulta dal documento nº 126 del volume V delle Preuves de l'Histoire Générale de Languedoc, che riporta il testamento, redatto verso la fine del 972, della nonna, Garsenda, che lo cita come il proprio nipote, Raimondo, e lo definisce figlio di Gunidilde (Raymundo filio Gundinildis nepoti meo).
Secondo le Europäische Stammtafeln Raimondo IV, Raimondo III e Raimondo Ponzio sarebbero la stessa persona e Guglielmo III sarebbe nato verso il 950 da Raimondo Ponzio e da Garsenda, figlia del duca di Guascogna, Garcia II e di Amuna figlia del conte Guglielmo I di Bordeaux.

## Biografia
Nel 978 succedette al padre nei titoli di conte di Tolosa e conte d'Albì e di Nîmes, molto probabilmente, per qualche anno sotto tutela della madre, Adelaide.
In prime nozze Guglielmo, prima del 992, anno in cui viene citato assieme alla moglie nel documento nº 153 del volume V delle Preuves de l'Histoire Générale de Languedoc, aveva sposato Arsinda, che secondo le Histoire générale de Languedoc, Preuves, tomus III era la figlia del conte d'Angiò, Goffredo detto Grisegonelle, quindi nipote del conte d'Angiò, Folco il Rosso.
Come conte di Tolosa viene ricordato nel testamento, del 1005, del vescovo di Tolosa, Ermengardo. Poi, l'anno dopo (1006), citato come conte di Tolosa e di Albi, presiedette assieme al vescovo di Tolosa, Raimondo, il concilio delle diocesi di Narbona e Auch che si tenne a Tolosa.
Sposò, in seconde nozze, prima del 1000 (infatti secondo gli Archives du Gard in una donazione del 999 Emma risulta già moglie di Guglielmo), la futura marchesa di Provenza, Emma (ca. 980- 1062), figlia del conte di Provenza e Marchese di Provenza, Rotboldo III e della moglie (vengono citati come marito e moglie sia in un documento della Histoire de Monmajour, Revue Historique de Provence, 1ère année che nel documento nº 131 del Verlorene Urkunden Rudolf III), Ermengarda (come viene ribadito nel documento nº 172 del volume V delle Preuves de l'Histoire Générale de Languedoc), di cui non si conoscono con esattezza gli ascendenti, ma pare che fosse parente prossima(alcuni storici sostengono addirittura la sorella) del conte di Savoia Umberto I Biancamano (980-1048), al quale il re di Arles, Rodolfo III di Borgogna fece dono di alcuni territori, che si trovavano tra Aix-les-Bains e la Savoia, i quali passarono sotto il governo del conte.
Ebbe problemi, tra il 1020 e il 1025, con il papa Giovanni XIX, che gli ordinò di smettere le ruberie che lui e i suoi vassalli perpetravano a danno dei beni ecclesiastici. Comunque, nel 1023, assieme alla moglie Emma, fece una donazione, per la salvezza della propria anima, all'Abbazia di San Vittore (Marsiglia).
Nel documento nº 191 del volume V delle Preuves de l'Histoire Générale de Languedoc, Guglielmo è citato come testimone della fondazione del monastero di San Salvatore.
Divenne il più potente signore del sud del regno di Francia e di Aquitania, estendendo la sua influenza sul Narbonense ed, attraverso la moglie, in Provenza, e si rese sempre più autonomo dall'autorità reale.
Nel 1037 Guglielmo compare come sottoscrittore del documento nº 211 del volume V delle Preuves de l'Histoire Générale de Languedoc, in cui suo figlio Ponzio fa dono di una proprietà alla moglie, Mayor Sánchez di Navarra.
Guglielmo morì in quello stesso anno, lasciando i titoli di conte di Tolosa, Nîmes e Albì al figlio Ponzio e fu tumulato nella Basilica di Saint-Sernin a Tolosa, dove nell'angolo del transetto meridionale è stata posta una lapide, con il suo epitaffio e dove gli verrà sepolto accanto il nipote, Raimondo Bertrando.

## Matrimoni e discendenza
Guglielmo ebbe due figli da Arsinda, che secondo le Histoire générale de Languedoc, Preuves, tomus III, dopo alcuni anni di matrimonio fece ingenti donazioni per potere avere dei figli:
- Raimondo[10], morto prima del 1024.
- Enrico[10], morto prima del 1024.

mentre da Emma ebbe 4 figli:
- Ponzio[23] (?-1060), conte di Tolosa, da cui discesero i conti di Tolosa e i marchesi di Provenza, tramite i figli Guglielmo IV e Raimondo di Saint Gilles.
- Bertrando (?- 1062), marchese di Provenza, assieme alla madre dal 1037 e, per qualche mese da solo, nel 1062.
- Ildegarda Elisa (?-?), sposò il conte Folco Bertrando I di Provenza (?-1054).
- Rangarda di Tolosa (?-?), sposò il conte Pietro Raimondo di Carcassonne (?-1060).

e una figlia illegittima:
- Emma[24], che sposò Ottone Raimondo dell'Isle-Jourdain[8].

## Ascendenza
|                              |                 |                       | Genitori               |  |  | Nonni |  |  | Bisnonni                    |  |  | Trisnonni             |  |
|                              |                 |                       |                        |  |  |       |  |  | Raimondo Ponzio I di Tolosa |  |  | Raimondo II di Tolosa |  |
|                              |                 |                       |                        |  |  |       |  |  | Raimondo Ponzio I di Tolosa |  |  | Raimondo II di Tolosa |  |
|                              |                 | Guinidilda            |                        |  |  |       |  |  | Raimondo Ponzio I di Tolosa |  |  |                       |  |
| Raimondo III di Tolosa       |                 |                       |                        |  |  |       |  |  | Raimondo Ponzio I di Tolosa |  |  |                       |  |
|                              |                 | Garsenda di Guascogna | Garcia II di Guascogna |  |  |       |  |  |                             |  |  |                       |  |
|                              |                 | Garsenda di Guascogna | Garcia II di Guascogna |  |  |       |  |  |                             |  |  |                       |  |
|                              |                 | Garsenda di Guascogna | Amuna di Bordeaux      |  |  |       |  |  |                             |  |  |                       |  |
| Raimondo IV, conte di Tolosa |                 | Garsenda di Guascogna |                        |  |  |       |  |  |                             |  |  |                       |  |
|                              |                 | …                     | …                      |  |  |       |  |  |                             |  |  |                       |  |
|                              |                 | …                     | …                      |  |  |       |  |  |                             |  |  |                       |  |
|                              |                 | …                     | …                      |  |  |       |  |  |                             |  |  |                       |  |
| Gundinilde                   |                 | …                     |                        |  |  |       |  |  |                             |  |  |                       |  |
|                              |                 | …                     | …                      |  |  |       |  |  |                             |  |  |                       |  |
|                              |                 | …                     | …                      |  |  |       |  |  |                             |  |  |                       |  |
|                              |                 | …                     | …                      |  |  |       |  |  |                             |  |  |                       |  |
| Guglielmo III di Tolosa      |                 | …                     |                        |  |  |       |  |  |                             |  |  |                       |  |
|                              | Folco I d'Angiò | Ingelger              |                        |  |  |       |  |  |                             |  |  |                       |  |
|                              | Folco I d'Angiò | Ingelger              |                        |  |  |       |  |  |                             |  |  |                       |  |
|                              | Folco I d'Angiò | Aelindis              |                        |  |  |       |  |  |                             |  |  |                       |  |
| Folco II d'Angiò             | Folco I d'Angiò |                       |                        |  |  |       |  |  |                             |  |  |                       |  |
|                              |                 | Rosalia di Loches     | Guarniero di Loches    |  |  |       |  |  |                             |  |  |                       |  |
|                              |                 | Rosalia di Loches     | Guarniero di Loches    |  |  |       |  |  |                             |  |  |                       |  |
|                              |                 | Rosalia di Loches     | Tescende               |  |  |       |  |  |                             |  |  |                       |  |
| Adelaide d'Angiò             |                 | Rosalia di Loches     |                        |  |  |       |  |  |                             |  |  |                       |  |
|                              |                 | …                     | …                      |  |  |       |  |  |                             |  |  |                       |  |
|                              |                 | …                     | …                      |  |  |       |  |  |                             |  |  |                       |  |
|                              |                 | …                     | …                      |  |  |       |  |  |                             |  |  |                       |  |
| Gerberga                     |                 | …                     |                        |  |  |       |  |  |                             |  |  |                       |  |
|                              |                 | …                     | …                      |  |  |       |  |  |                             |  |  |                       |  |
|                              |                 | …                     | …                      |  |  |       |  |  |                             |  |  |                       |  |
|                              |                 | …                     | …                      |  |  |       |  |  |                             |  |  |                       |  |
|                              |                 | …                     |                        |  |  |       |  |  |                             |  |  |                       |  |

### Fonti primarie
- (LA)  Preuves de l'Histoire Générale de Languedoc, tome V.
- (LA)  Textos navarros del Codice de Roda.
- (LA)  Cartulaire de l'abbaye de Saint-Chaffre du Monastier et Chronique de Saint-Pierre du Puy.
- (LA)  Cartoulaire de l'abbaye de Saint Victor de Marseille.
- (LA)  Bullaire de l'Abbaye de Saint-Gilles.
- (LA)  Monumenta Germaniae Historica, Regum Burgundiae et Stirpe Rudulfina Diplomata et Acta.

### Letteratura storiografica
- Louis Alphen, La Francia nell'XI secolo, in «Storia del mondo medievale», vol. II, 1979, pp. 770–806
- (FR)  Archives du Gard.
- (FR)  Preuves de l'Histoire Générale de Languedoc, tome III.